# Connie Francis
Concetta Rosa Maria Franconero, profesionalno poznana kot Connie Francis, ameriška pevka in igralka, * 12. december 1937, Newark, New Jersey, ZDA, † 16. julij 2025, Pompano Beach, Florida, ZDA.
Kot ena najuspešnejših pevk konec 50. in v začetku 60. let 20. stoletja stoletja je prodala več kot 100 milijonov plošč, s čimer se je uvrstila med najbolje prodajane glasbene izvajalce v zgodovini.
Postala je prva ženska, ki je dosegla prvo mesto na lestvici Billboard Hot 100, ko je leta 1960 na vrh lestvice prišla s pesmijo »Everybody's Somebody's Fool«. Bila je tudi prva ženska, ki je na prvem mestu lestvice imela tri uspešnice, skupaj pa se je v njeni karieri nanjo uvrstilo kar 53 njenih pesmi.
Poleg angleščine je Francis snemala glasbo v več jezikih, vključno z italijanščino, francoščino, nemščino, jidiš in japonščino, kar je privedlo do tega, da je postala najbolje prodajana umetnica na mednarodnih trgih in v ameriških priseljenskih skupnostih.
Med letoma 1974 in 1988 je Francis zaradi vrste travmatičnih osebnih izkušenj in zdravstvenih težav več let trpela zaradi psihičnih in fizičnih težav, ki so jo prisilile, da je prekinila svojo kariero. Ponovno je začela nastopati leta 1989 in nadaljevala do upokojitve leta 2018. Znova je postala znana leta 2025, tik pred smrtjo, ko je njena pesem »Pretty Little Baby« iz leta 1962 postala viralna na družbenih omrežjih.